# Torsten Klieme
Torsten Klieme (* 1965 in Lutherstadt Wittenberg) ist ein deutscher politischer Beamter (SPD). Seit Juni 2022 ist er Staatsrat bei der Senatorin für Kinder und Bildung der Freien Hansestadt Bremen.

## Biografie
Klieme studierte Sport und Geschichte auf Lehramt für die Haupt- und Realschule. Von 1994 bis 1998 war er als wissenschaftlicher Mitarbeiter bei der SPD-Fraktion im Landtag von Sachsen-Anhalt tätig. Von 1998 bis 2012 war er in unterschiedlichen Tätigkeitsfeldern im Kultusministerium des Landes Sachsen-Anhalt tätig, ab 2008 als Referatsleiter für Qualitätsentwicklung von Schulen. Von 2012 bis 2016 war er Direktor des Landesschulamts Sachsen-Anhalt. Im Herbst 2016 wurde ihm zwei Tage vor Ablauf seiner beamtenrechtlichen Erprobungszeit für die Beförderung in die Besoldungsgruppe B 3 überraschend mitgeteilt, dass er die Erprobungszeit nicht bestanden habe und mithin vom Dienstposten des Leiters des Landesschulamts abgezogen werde. Dies sorgte für starke Kritik der am Kabinett Haseloff II beteiligten SPD Sachsen-Anhalt, die ein parteipolitisches Motiv hinter der Versetzung Kliemes vermutete, an Kultusminister Marco Tullner. Klieme wurde in das Landesinstitut für Schulqualität und Lehrerbildung Sachsen-Anhalt versetzt, wogegen er klagte und vor dem Verwaltungsgericht Halle recht bekam. Eine Berufung durch das Kultusministerium Sachsen-Anhalt zum Oberverwaltungsgericht des Landes Sachsen-Anhalt blieb ohne Erfolg. Damit verblieb Klieme zunächst als Referatsleiter für Sekundar- und Gemeinschaftsschulen im Schulamt.
Ab November 2020 war er Abteilungsleiter bei der Senatorin für Kinder und Bildung der Freien Hansestadt Bremen. Anschließend wurde ihm die Leitung der Abteilung für das Schulamt der Stadtgemeinde Bremen übertragen.
Im Juni 2022 wurde er als Nachfolger von Regine Komoss zum Staatsrat bei der Senatorin für Kinder und Bildung der Freien Hansestadt Bremen ernannt.